# 普拉希夫卡
51°22′51″N 33°54′22″E / 51.38083°N 33.90611°E
普拉希夫卡（烏克蘭語：Плахівка）是位於烏克蘭東北部的村莊，由蘇梅州科諾托普區的普蒂夫利市鎮負責管轄。該村距離博比涅1公里，海拔高度176米，2001年該村落人口16。